# Mesél az erdő (film)
A Mesél az erdő, másik címén Eleven erdő (eredeti cím: El bosque animado) 2001-ben bemutatott spanyol 3D-s számítógépes animációs film, amelyet a Dygra Films készített.
Spanyolországban 2001. augusztus 3-án mutatták be a mozikban, Magyarországon először az MTV1 mutatta be 1990. december 23-án Eleven erdő címen, majd 2004. november 23-án kiadták DVD-n is, új címmel és szinkronnal.

## Szereplők
| Szereplő         | Eredeti hang              | Magyar hang       |
| ---------------- | ------------------------- | ----------------- |
| Furi             | Nacho Aldeguer            | Szokol Péter      |
| Linda            | Mar Bordallo              | Dögei Éva         |
| Mrs. D'Abondo    | Lucía Esteban             | Tóth Judit        |
| Mr. D'Abondo     | Roberto Cuenca            | Orosz István      |
| Tölgy fa         | Claudio Rodríguez         | Kárpáti Tibor     |
| Piorno           | José Padilla              | Seszták Szabolcs  |
| Huhu             | Pablo Sevilla             | Megyeri János     |
| Hoho             | Juan Carlos Martínez      | Bácskai János     |
| Morrina          | Pilar Martín              | Simon Eszter      |
| Nőstény egér     | Pilar Martín              | Szabó Gertrúd     |
| Fenyő fa         | Juan Miguel Cuesta        | Haás Vander Péter |
| Eukaliptusz fa   | Javier Franquelo          | Fehér Péter       |
| Magyaltölgy fa   | María Romero              | Bordás János      |
| Fa villanyoszlop | Héctor Cantolla           | Varga T. József   |
| Sabela           | Teresa Neila              | Kassai Ilona      |
| Rosento          | Rafael Azcárraga          | Rudas István      |
| Cuscus           | Rafael Azcárraga          | Albert Péter      |
| Triston          | Francisco Javier Martínez | Cs. Németh Lajos  |
| Nyírfa           | Francisco Javier Martínez | Imre István       |